# ヘディス
ヘディス（Headis）は、卓球台を用いてゴム製のボールをヘディングにより打ち合う球技。ヘディング卓球ともいう。

## 歴史
2006年にドイツのザールラント大学の学生であったルネ・ ウェゲナーがカイザースラウテルンにある屋外プール場・Weschのサッカー場が混んでいたため、卓球台を使って頭だけを使って遊んだことが始まりである。

### 黎明期
ボルシア・ドルトムント、ハノーファー96、1.FSVマインツ05などのブンデスリーガのプロサッカーチームが練習に採り入れているほか、15の大学で体育の授業のプログラムにも採用された。